# Майерс, Джош (игрок в американский футбол)
Джошуа Дэвид Майерс (англ. Joshua David Myers; 16 июля 1998, Майамисберг, Огайо) — профессиональный американский футболист, выступающий на позиции центра в клубе НФЛ «Грин-Бэй Пэкерс». На студенческом уровне играл за команду Университета штата Огайо. На драфте НФЛ 2021 года был выбран во втором раунде.

## Биография
Джош Майерс родился 16 июля 1998 года в Майамисберге в штате Огайо. Один из двух сыновей в семье. Его отец Брэд Майерс в середине 1980-х годов играл линейным нападения в команде университета Кентукки, мать Джули занималась баскетболом и входит в Зал спортивной славы Дейтонского университета. Майерс окончил старшую школу Майамисберга, в течение четырёх лет играл за её футбольную команду, дважды включался в состав сборной звёзд II дивизиона чемпионата штата по версии Associated Press. На момент окончания школы он считался лучшим игроком Огайо и входил в число трёх лучших молодых гардов по версиям Scout и Rivals.

### Любительская карьера
В январе 2017 года Майерс поступил в университет штата Огайо. Первый сезон он провёл в статусе освобождённого игрока, тренируясь с командой, но не участвуя в матчах. В 2018 году он был дублёром гарда Майкла Джордана. В качестве игрока стартового состава Майерс закрепился в 2019 году, сыграв более 900 снэпов за сезон. В сезоне 2020 года он был одним из капитанов команды.
За последние два сезона в составе «Огайо Стейт Бакайс» Майерс сыграл 22 матча. Он внёс значительный вклад в результат раннинбека Джей Кея Доббинса, ставшего первым в истории университета игроком, набравшим более 2000 выносных ярдов за сезон. По итогам сезона 2020 года он был включён в состав сборной звёзд конференции Big Ten и стал одним из финалистов Трофея Римингтона лучшему центру NCAA.

### Профессиональная карьера
Перед драфтом НФЛ 2021 года аналитик сайта Bleacher Report Брэндон Торн прогнозировал Майерсу выбор в третьем или четвёртом раунде драфта. Среди плюсов игрока он отмечал его антропометрические данные, быстроту и подвижность, умение читать действия защиты и вносить коррективы в схемы блокирования. К недостаткам Торн относил плохую работу рук Майерса и проблемы, возникавшие у него в выносном нападении по ходу последнего сезона в университете.
На драфте Майерс был выбран «Грин-Бэй Пэкерс» во втором раунде под общим 62 номером. В мае он подписал с клубом четырёхлетний контракт на общую сумму 5,6 млн долларов. Тогда же он приступил к тренировкам после перенесённой весной операции на ноге. В тренировочном лагере Майерс выиграл борьбу за место стартового центра команды. Он сыграл за «Пэкерс» в семи первых матчах регулярного чемпионата 2021 года, после чего получил травму колена. На поле он вернулся в последней игре чемпионата, а также сыграл за команду один матч в плей-офф. Сайт Pro Football Focus поставил Майерсу 54,9 балла, с этой оценкой он занял 34 место среди центров, сыгравших не менее 200 снэпов. Среди новичков он стал вторым, значительно уступив Криду Хамфри из «Канзас-Сити Чифс».